# تشن وي (كاتب)
تشن وي (بالصينية: 陳衛) هو كاتب صيني، ولد في 21 فبراير 1969 في سوينينغ في الصين.